# Slivova (Ferizaj)
Slivova (albanska: Slivova, serbiska: Slivovo) är en by i Kosovo. Den ligger i kommunen Ferizaj. Enligt den senaste folkräkningen år 2011 fanns det 1 490 invånare.

## Demografi
| Demografi    | 2011 |
| ------------ | ---- |
| albaner      | 1481 |
| bosnier      | 2    |
| odeklarerade | 7    |